# Bad Füssing
Bad Füssing est une commune de Bavière (Allemagne), située dans l'arrondissement de Passau, dans le district de Basse-Bavière.

## Personnalités liées à la ville
- Josef Helmut Reichholf (1945-), zoologiste né à Aigen am Inn.